# Бардела V (Кјети)
Бардела V (итал. Bardella V) је насеље у Италији у округу Кјети, региону Абруцо.
Према процени из 2011. у насељу је живело 9 становника. Насеље се налази на надморској висини од 8 м.